# 梨园
梨园是戏班的别称。历史上，梨園原本是唐朝皇帝遊樂的地方，舉行的活動包括拔河、打球等。唐玄宗自作新曲名曰“道調法曲”，曾选伶人三百人在禁院梨园中歌舞，“聲有誤者，帝必覺而正之”，《霓裳羽衣曲》在梨园亦有表演。后遂称戏班为梨园，称戏曲演员为“梨园子弟”。有时也称京剧为梨园。
一說梨园的最高長官為崖公。梨园的乐官還有梨园教坊使、梨园使、梨园判官、梨园供奉官，都是高级管理者，由宦官担任。另外都知是低级乐官，由具备音乐才能的樂人擔任，后因乐官过多，无法管理，在都知之上，又设都都知一职。安史之亂後，梨园逐渐衰落，白居易的《江南遇天宝乐叟》写道：“唯有中官作宫使，每年寒食一开门。”唐文宗时梨园又设仙韶院，大和九年，太常少卿冯定奉命对法曲进行改造。
梨园的音乐作品有些传播到民间。梨園對後來的元雜劇、明清章回小說產生了很多的影響，因為唐玄宗常常上臺扮演丑角，所以在梨園中，通常以丑角為班主／領導，而玄宗亦被稱為梨園鼻祖。現時，也有很多戲曲藝術工作者稱自己為梨園子弟。
在日本，這個詞被反過來，以歧視的方式來形容歌舞伎演員的舊社會，是遠離一般社會規範的封建專門社會。